# Heidemarie Reineck
Heidemarie Reineck (* 15. Februar 1952 in Berlin, nach Heirat Oliwa) ist eine ehemalige deutsche Schwimmerin, die für die Bundesrepublik Deutschland startete. Sie gewann Medaillen bei Olympischen Spielen sowie Welt- und Europameisterschaften.

## Werdegang
Heidemarie Reineck startete für den SV Bayreuth. 1967 wurde sie deutsche Vizemeisterin über 100 Meter Schmetterling. 1968 gewann sie dann bei den Deutschen Schwimmmeisterschaften den Titel über 100, 200 und 400 Meter Freistil. Bei den Olympischen Spielen 1968 in Mexiko-Stadt konnte sie nicht für ein Einzelfinale qualifizieren. Aber mit der 4-mal-100-Meter-Lagenstaffel in der Besetzung Angelika Kraus, Uta Frommater, Heike Hustede und Heidemarie Reineck gewann sie Bronze hinter den USA und Australien. 1969, 1970 und 1971 gewann Reineck jeweils den Deutschen Meistertitel über 100 Meter Freistil, 1970 auch den über 200 Meter Freistil. 1970 gewann sie mit der Lagenstaffel die Bronzemedaille bei den Europameisterschaften in Barcelona.
1972 verlor Reineck bei den Deutschen Meisterschaften gegen Jutta Weber. Bei den Olympischen Spielen 1972 in München scheiterte Weber über 100 Meter knapp im Zwischenlauf, während Reineck das Finale erreichte und in 0:59,73 Minuten Fünfte wurde. Damit blieb sie zwar eine Hundertstelsekunde über dem neuen deutschen Rekord von Weber, den diese im Vorlauf aufgestellt hatte, qualifizierte sich aber für die Lagenstaffel. Zuerst holte sie mit der 4-mal-100-Meter-Freistilstaffel, in der Besetzung Jutta Weber, Heidemarie Reineck, Gudrun Beckmann und Angela Steinbach Bronze hinter USA und der DDR. Mit der Lagenstaffel gewannen dann Silke Pielen, Verena Eberle, Gudrun Beckmann und Heidemarie Reineck eine weitere Bronzemedaille, erneut hinter den USA und der DDR.
1973 fanden in Belgrad die ersten Schwimmweltmeisterschaften statt. Die Freistilstaffel gewann in der gleichen Besetzung wie in München Bronze hinter der DDR und den USA.
Für ihre sportlichen Erfolge wurde sie am 11. September 1973 mit dem Silbernen Lorbeerblatt ausgezeichnet.